# Traszka chińska
Traszka chińska (Hypselotriton orientalis) – gatunek płaza ogoniastego z rodziny salamandrowatych (Salamandridae).

## Wygląd
Traszka chińska należy do mniejszych traszek. Osiąga długość od 6 do 9 cm, chociaż niektóre źródła podają minimalnie większe rozmiary – ok. 10 cm. Jest płazem o smukłej i drobnej budowie ciała. Głowa jest spłaszczona lekko w płaszczyźnie poziomej, zakończona niewielkim otworem gębowym. Oczy są umiejscowione po jej bokach. Tułów ma obły kształt i podobnie jak głowa delikatnie spłaszczony grzbietobrzusznie. Na końcu ciała znajduje się ogon osiągający długość mniej więcej tę samą co ciało. Kończyny są szeroko rozstawione i opatrzone drobnymi szczupłymi palcami. Na przednich łapach są to cztery, na tylnych pięć palców. Skóra jest dość gładka, wydziela spore ilości śluzu i zawiera gruczoły produkujące substancje toksyczne dla obrony przed wrogami. Ubarwienie grzbietu jest przeważnie ciemnobrązowe do czarnego, brzuch pokrywa ostrzegawczy pomarańczowy kolor upstrzony ciemnymi plamami, który jak w przypadku kumaków działa na potencjalnych wrogów odstraszająco.

## Występowanie
Traszka chińska pochodzi ze środkowo i południowo-wschodnich Chin. Występuje na terenie prowincji Anhui, Fujian, Hubei, Hunan, Jiangsu, Jiangxi i Zhejiang, według niektórych autorów także w regionie autonomicznym Kuangsi.
Naturalnym dla niej siedliskiem są stojące, spokojne zbiorniki wodne o dosyć niskich temperaturach. Dno ich, przeważnie pokryte mułem, porastają gęsto wodne rośliny, które są naturalnym dostawcą odpowiednich ilości tlenu oraz służą zwierzętom jako miejsce ukrycia i rozrodu. Sporadycznie można napotkać osobniki tego gatunku w wodach bardzo wolno płynących. Pod osłoną nocy czasem wychodzą na ląd.

## Gody
Zachowania godowe traszek są dość skomplikowane i przyjmują u nich formę szeregu różnych zachowań, głównie ze strony samca, mających na celu doprowadzenie samicy do podjęcia składanego przez niego spermatofora, czyli pakietu galaretowatej substancji zawierającej nasienie.
W przypadku Hypselotriton orientalis w trakcie godów samiec staje się pobudzony i dość gwałtownie napastuje samicę. Jego gruczoły kloakalne mocno nabrzmiewają, podpływając do partnerki owija ją ogonem, czasem nawet kąsa. Gdy dojdzie do podjęcia spermatofora, a samica jest w trakcie owulacji, składane są jajeczka. Każde z nich, przesuwając się w kierunku otworu „wyjścia”, przemieszcza się obok pakietu nasienia. W ten właśnie sposób dochodzi do zapłodnienia. Samica składa jajeczka przyklejając je do liści i delikatnie skleja ich brzegi, aby zapewnić im tym samym lepszą ochronę i zaopatrzenie w tlen. Składanie jaj może być czynnością rozciągniętą w czasie. Samica bowiem może to robić kilkakrotnie od czasu wchłonięcia spermatofora w różnych odstępach czasowych. Podobnie jak innym traszkom umożliwia jej to zdolność okresowego przechowywania zachowującego swe właściwości nasienia. Larwy wylęgają się po około 10 dniach. U gatunku tego możliwe jest również występowanie neotenii.

## W hodowli
Po zaobserwowaniu złożenia jaj należy albo przenieść je do oddzielnego zbiornika, albo odseparować dorosłe, gdyż z czasem mogą one potraktować jajeczka jako pokarm.
Zimowanie nie jest wymagane. Stosuje się raczej okresowe obniżenie temperatury, które jednocześnie jest bodźcem prowokującym zachowania rozrodcze.